# 坚江足球俱乐部
坚江足球俱乐部，越南职业足球俱乐部，位于越南坚江省迪石市，该队现参加越南足球超级联赛，主场位于迪石体育场。该俱乐部成立于1998年。2011年，该队获得越南足球甲级联赛亚军，升入超级联赛。由于赞助商的关系，该队又名坚江建龙银行足球俱乐部。

## 荣誉

### 国内赛事
- 越南足球乙级联赛:
  - 冠军: 2010
- 越南足球甲级联赛:
  - 亚军: 2011